# لويز برونر
لويز برونر (بالألمانية: Luise Brunner)‏ هي معذبه ‏ ألمانية، (ولدت في Aidhausen ‏ في ألمانيا 1908 – 1977 م).